# 河添恵子
河添 恵子（かわそえ けいこ、1963年〈昭和38年〉 - ）は、日本のノンフィクション作家。株式会社ケイ・ユニバーサルプランニング（自営）代表取締役。元新しい歴史教科書をつくる会理事。アパ日本再興財団主催「真の近現代史観」懸賞論文で最優秀藤誠志賞を受賞。
主な著書に『習近平が隠蔽したコロナの正体 それは生物兵器だった!?』（ワック出版）『豹変した中国人がアメリカをボロボロにした』『中国人の世界乗っ取り計画』（産経新聞出版）『中国人とは愛を語れない！』（並木書房）などがある。

## 経歴
1963年、千葉県松戸市生まれ。幼少期を福岡市、東京都、名古屋市、愛知県春日井市等で過ごした。愛知県立千種高等学校を経て、名古屋市立女子短期大学を卒業。1986年（昭和61年）から中華人民共和国に留学、同年秋からは北京外国語学院、翌1987年（昭和62年）からは大連の遼寧師範大学で学んだ。学生時代はハンドボール部で「15点中7 - 8点」という高得点を獲得するエース級の選手であった。
帰国後の1993年（平成5年）、リサーチや取材・編集・制作業務を主業務とする「株式会社ケイ・ユニバーサルプランニング」を設立、代表取締役に就任した。翌1994年（平成6年）から作家活動を開始。当時のテーマは女性の自立、性、人物、スポーツ、中華圏を中心としたアジア事情などであった。1997年（平成9年）には「華人ウォッチャー」として「朝まで生テレビ」に出演したこともある。1999年（平成11年）より、世界の学校・家族・地域を紹介する図鑑（学校図書・図書館図書のコード）の制作を開始した。世界の小中学校、家庭、地域を長年にわたり取材、執筆している。『朝日中学生ウイークリー』等で学校・子ども生活について連載。
2007年（平成19年）以降は、『産経新聞』『正論』『WiLL』『テーミス』といったメディアで中国問題を論じることも多い。また、日本における脱原発の動きに対し、原子力技術者の頭脳流出で中国・韓国を利する、核兵器開発の可能性を捨てることになるなど、日本の国益に反する行為に当たるとして反対の立場を取っている。2013年（平成25年）1月現在、『産経新聞』のコラム「40×40」のレギュラー寄稿者。旧統一教会系の世界日報社『ビューポイント』のWeb版でも寄稿しているほか、『世界日報』の読者でつくる「世日クラブ」でも講演している。参政党の勉強会でも講師を複数回務めている。2023年と2024年、保守系政治集会『CPAC JAPAN』に原口一博や井上正康と共に登壇した。
数多くの著書を出版しており、特に中国に関する著作が多い。2010年に出版された『中国人の世界乗っ取り計画』（産経新聞出版）はAmazonの「中国」「社会学概論」の2部門で半年以上1位を記録した。

### COVID-19とWHOに関する批判活動
2020年4月、著書『習近平が隠蔽したコロナの正体 ―それは生物兵器だった!?―』を出版し、中国の新型コロナウイルス統計に対する疑念や、ウイルスの起源についての見解を示した。2022年2月には、中国のCOVID-19死者数「4636人」に疑問を投げかけ、統計隠蔽の可能性を主張した。
2024年4月6日、パンデミック条約・改悪ＩＨＲ反対国民連合（井上正康代表）の会見に参加し、4月13日の「パンデミック条約・改悪国際保健規則反対」集会・デモ行進への参加を呼び掛けた。
2024年5月13日、「WHOから命をまもる国民運動」の共同代表として、厚生労働省記者会見に登壇した。この会見では、世界保健機構（WHO）が協議している「パンデミック条約」と国際保健規則（IHR）改定に反対する立場を示した。同会見で「こんなにあった！"プラン"デミックであるこれだけの『根拠』」という表題でスピーチを行い、パンデミックが計画的に引き起こされたという見解を表明した。井上正康（大阪市立大学医学部名誉教授）、林千勝（近現代史研究家）と共に共同代表として、5月31日に日比谷公園大音楽堂で大決起集会とパレードデモを開催することを宣言した。同運動は、「自己増幅型レプリコンワクチンは、政府が自国民に投下する3発目の原爆となる」という主張を行っている。
2024年5月31日、日比谷公園大音楽堂において「WHOから命をまもる国民運動」の大決起集会とパレードデモを開催した。この集会には河添のほか、複数の有識者や原口一博、池田としえなどの政治家が登壇し、WHOのパンデミック条約に反対する立場を表明した。2024年6月末、河添は「WHOから命をまもる国民運動」の共同代表を退任した。
2024年7月3日、ロシアの通信社スプートニクのインタビューに応じ、「WHOが公表するデータを信用しない理由や、COVID-19ワクチンが危険であると考える理由」について語った。

## 主張
- 沖縄県を中国領土であると主張する中華民族琉球特別自治区準備委員会に関して、「習近平政権の戦略としては、琉球をまず独立のような形に近づけ、その後、琉球省なのか沖縄省にしようって筋書」と述べている[24]。
- 「美しい日本の憲法をつくる福岡県民の会」で行われた憲法改正の必要性を訴える集会にて、「国民の生命を守ることを放置した憲法を改正し、戦える国軍を持つことこそ、憲法がうたう基本的人権を守る第一歩だ。令和の新憲法制定が非常に重要だ」と述べた[25]。

## 受賞歴
2020年10月、公益財団法人アパ日本再興財団主催 第13回「真の近現代史観」懸賞論文で最優秀藤誠志賞を受賞。論文タイトルは、「今も歴史の瞬間を生きている　―中共に迎合したマスメディアの死―」。

## 著書

### 単著
- 『セクシャルトリープ　―性欲動 30歳の女たち―』（1994年、恒友出版、ISBN 9784765240741）
- 『貴女も社長になりましょう　―自分サイズで起業するAtoZ―』（1995年、PHP研究所、ISBN 9784569549170）
- 『アジア企業 in JAPAN　―日本市場に続々参入する―』（1997年、PHP研究所、ISBN 9784569554549）
- 『性の誤解 性転換-男の体を持った女』（1997年、恒友出版、ISBN 9784765271196）
- 『尾崎豊15の夜』（2001年、フリーハンド、ISBN 9784921044282）
- 『台湾新潮流　―ナショナリズムの現状と行方―』（2004年、双風舎、ISBN 9784902465013）
- 『アジア英語教育最前線　―遅れる日本? 進むアジア!―』（2005年、三修社、ISBN 9784384040661）
- 『通じる!中国語速習ドリル』（2007年、実務教育出版、ISBN 9784788907478、胡逸飛監修）
- 『中国人とは愛を語れない!　―モノマネとニセモノの拝金主義者たち―』（2007年、並木書房、ISBN 9784890632220）
- 『エリートの条件　―世界の学校・教育最新事情―』（2009年、学研新書、ISBN 9784054041592）
- 『中国人の世界乗っ取り計画』（2010年、産経新聞出版、ISBN 9784819110976）
- 『豹変した中国人がアメリカをボロボロにした』（2011年、産経新聞出版、ISBN 9784819111461）
- 『中国崩壊カウントダウン　―世界と日本のこれから―』（2013年、明成社、ISBN 9784905410232）
- 『だから中国は日本の農地を買いにやって来る　―TPPのためのレポートー』（2013年、産経新聞出版、ISBN 9784819112345）
- 『世界はこれほど日本が好き　―No.1親日国・ポーランドが教えてくれた「美しい日本人」―』（2015年、祥伝社、ISBN 9784396615413）
- 『トランプが中国の夢を終わらせる　―プーチンとの最強タッグが創生する新世界秩序―』（2017年、ワニブックス　ISBN 978-4847095566）
- 『世界は「習近平中国」の崩壊を望んでいる : 覇権・監視国家』（2019年、ワック、ISBN 978-4-89831-816-4）
- 『習近平が隠蔽したコロナの正体　―それは生物兵器だった!?―』（2020年、ワック　ISBN 978-4898318225）

### 共著
- 『超大国中国の本質』中嶋嶺雄:編著、ベストセラーズ、2010年12月（担当範囲「『日本買い』とブータン国境『領土侵犯』」）
- 『「人権侵害救済法」で人権がなくなる日』宝島社、2012年3月（担当範囲「フランスでも急増する中国系自治区という『ガン細胞』」）
- 『日本の国益 : 野蛮・中国に勝つための10の論点』幸福の科学出版、2012年12月（担当範囲「私の街でも!?『中国自治区』化、被害の実態」）
- 潮匡人、西村幸祐、河添恵子、いしゐのぞむ、イリハム・マハムティ、オルホノド・ダイチン、ペマ・ギャルポ、黄文雄、石平『日本の国益―野蛮・中国に勝つための10の論点』幸福の科学出版、2012年12月1日。ISBN 978-4863952898。
- 『中国人国家ニッポンの誕生 : 移民栄えて国滅ぶ』西尾幹二:責任編集、ビジネス社、2014年11月（担当範囲「世界に侵食する中国の『移民ビジネス』」「中国系移民が世界中で引き起こしているトンデモ事態」）
- 河添恵子、葛城奈海、赤尾由美、兼次映利加『国防女子が行く なでしこが国を思うて何が悪い』ビジネス社、2014年12月10日。ISBN 978-4828417875。
- 河添恵子、杉田水脈『「歴史戦」はオンナの戦い』PHP研究所、2016年6月22日。ISBN 978-4569827988。
- 宮崎正弘『中国・中国人の品性』（2017年、ワック）
- 馬渕睦夫、河添恵子『米中新冷戦の正体 - 脱中国で日本再生 -』ワニブックス、2019年7月8日。ISBN 9784847098208。
- 『誇れる国、日本 = Japan pride : 謀略に!翻弄された近現代. 13』アパ日本再興財団、2020年（担当範囲「今も歴史の瞬間を生きている」）

### 編著
- 『台湾それいけ探偵団』 トラベルジャーナル 1994 アジア・カルチャーガイド
- 『アジアで働く法 就職ホット情報 シンガポール・香港・台湾・北京』 学習研究社 1995
- 『ふりむけば父の愛 娘から父へ－有名女性14人が贈る心の手紙』 日本文芸社 1998
- 『警察に頼らないストーカー対策』 全日法規 2001
- 『海外自由旅行にチャレンジ!!（熟年の本）』 学習研究社 2002
- 『わたしたち海外で働いてます』 学習研究社 2002

### 子ども図鑑
河添が代表取締役を務める株式会社ケイ・ユニバーサルプランニングが学習研究社より請け負い、学校・図書館向けの図鑑「子ども図鑑」をプロデュース&取材・編集・執筆。
- 『世界の子どもたちはいま』（24ヵ国24巻）2000 - 2002
  - 「中国の子どもたち」
  - 「フランスの子どもたち」
  - 「インドの子どもたち」
  - 「韓国の子どもたち」
  - 「アメリカの子どもたち」
  - 「ケニアの子どもたち」
  - 「タイの子どもたち」
  - 「ブラジルの子どもたち」
  - 「マレーシアの子どもたち」
  - 「ノルウェーの子どもたち」
  - 「ペルーの子どもたち」
  - 「オーストラリアの子どもたち」
  - 「スペインの子どもたち」
  - 「オマーンの子どもたち」
  - 「ロシアの子どもたち」
  - 「ベトナムの子どもたち」
  - 「モンゴルの子どもたち」
  - 「ドイツの子どもたち」
  - 「エジプトの子どもたち」
  - 「パラオの子どもたち」
  - 「キューバの子どもたち」
  - 「カンボジアの子どもたち」
  - 「ハンガリーの子どもたち」
  - 「イタリアの子どもたち」
- 『世界の中学生』（16ヵ国16巻）2003・2006
  - 「中国の中学生」
  - 「エジプトの中学生」
  - 「フランスの中学生」
  - 「マレーシアの中学生」
  - 「オーストラリアの中学生」
  - 「ペルーの中学生」
  - 「ロシアの中学生」
  - 「韓国の中学生」
  - 「モンゴルの中学生」
  - 「トルコの中学生」
  - 「ドイツの中学生」
  - 「スペインの中学生」
  - 「ニュージーランドの中学生」
  - 「インドの中学生」
  - 「カナダの中学生」
  - 「台湾の中学生」
- 『世界がわかる子ども図鑑』 2004
- 『アジアの小学生』（6ヵ国6巻）2011
  - 「中国の小学生」
  - 「韓国の小学生」
  - 「インドの小学生」
  - 「ベトナムの小学生」
  - 「ブータンの小学生」
  - 「インドネシアの小学生」

### 翻訳
- 西爾梟『中国マフィア伝 「上海のゴッドファザー」と呼ばれた男』 イースト・プレス 1999
- 中国古鎮遊編集部編『中国・江南 日本人の知らない秘密の街幻影の村34（地球の歩き方books）』 監訳 ダイヤモンド・ビッグ社 2006
- 『ステルス戦争：中国共産党のアメリカ洗脳戦略』ロバート・スポルディング:著, 河添恵子:監訳、経営科学出版、2021年
- 『グローバリストの世界覇権史：トップ1%が仕掛けるグレートゲーム』

### 対談
- 『なぜ、医師の私が命がけでWHO脱退を呼びかけるのか? : 次のパンデミックで日本の自由と未来を奪われないために』井上正康:編・著、方丈社、2024年3月（「対談 河添恵子氏」）

## 出演

### テレビ
- 『朝まで生テレビ!』（1997年2月、2010年4月、テレビ朝日系）
- 『サンデーモーニング』（1999年、TBS系）
- 『新サンデーモーニング』（2000年、TBS系）
- 『土曜一番!花やしき』（フジテレビ）
- 『「未来派宣言」「35歳」「龍と象 中国とインド」』（NHK-BS）
- 『大集合!地球に暮らす子どもたち』（2007年、NHK）
- 『報道ステーション』（2011年、テレビ朝日系）
- 『ビートたけしのガチバトル』（2011年、TBS系）
- 『NHKスペシャル「日本新生 生み出せ! "危機の時代"のリーダー」』（2012年1月、NHK）
- 『ほっと@アジア（アジアの教育事情）』（2013年2月、NHK BS1）
- 日本文化チャンネル桜 - 『日本よ、今...「闘論！倒論！討論！」』ほかに不定期出演

### ラジオ
- 『マット安川のズバリ勝負』（2012年、2015年、ラジオ日本）
- 『私の正論』（2012年、ニッポン放送）
- 『ダイバーシティニュース』（2021年4月 - 、茨城放送） - 毎月第二火曜コメンテーター

### インターネット放送
- 『ノンフィクション作家 河添恵子』- レギュラー（未来ネット、2018年3月 - ）
- チャンネルAJER - レギュラー
- 『月刊河添恵子』（レギュラー、チャンネルくらら）

## 連載

### メールマガジン
- 「林原チャンネル・メールマガジン」 - 月曜レギュラー執筆者（林原チャンネル、2020年3月 - ）

### 統一協会系メディアviewpoint
- 2016年9月3日以降　連載[28]